# 兰登·温纳
兰登·温纳（英語：Langdon Winner，1944年8月7日—）是一位美国技术哲学家，伦斯勒理工学院教授，科学与技术研究（Science and Technology Studies）这一领域的主要创始人，主要作品有《鲸与反应堆——探寻高科技时代的局限》（The Whale and the Reactor: A Search for Limits in an Age of High Technology）等。